# George MacDonald Fraser
George MacDonald Fraser (Egyesült Királyság, Carlisle, 1925. április 2. – Man-sziget, Douglas, 2008. január 2.) angol író és forgatókönyvíró. Magyarországon kevéssé ismert az irodalmi munkássága, a forgatókönyvei alapján készült filmeket azonban a hazai közönség is láthatta. Katonai szolgálatai elismeréseként 1999-ben megkapta a Brit Birodalom Rendje tiszti fokozatát (OBE). 1949-ben vette feleségül Kathleen Hetheringtont. Lányuk, Caro Fraser szintén író, valamint két fiuk is született.

## Élete
Fraser az angliai Carlisle városában született, amelynek komoly történelmi múltja van. Ebben a miliőben George már gyerekként érdeklődni kezdett a történelem iránt, történelmi regényeket olvasott. Rokonai – különösen nagyanyja – szintén sokat meséltek neki a skót történelemről. George az iskolában is kitűnt a történelem és az irodalom iránti érdeklődésével. Már akkor elhatározta, hogy nem követi szüleit az orvosi pályán. A tipikus könyvmolyokkal ellentétben azonban George a sport – különösen a futball – iránt is érdeklődést mutatott: rossz időben is mindig részt vett csapata, a Carlisle United mérkőzésein. A sport iránti szenvedélye szintén tartósnak bizonyult: egy időben sporttudósítóként dolgozott. 18 évesen lépett be a hadseregbe. Indiába került alakulatával, de Burmában és egyéb állomáshelyeken is szolgált. Egysége kemény és veszélyes küldetéseket teljesített, sikerrel. Fraser fokozatosan haladt előre a ranglétrán, egészen a hadnagyi rangig. Mindazonáltal kritikus szemmel figyelte a brit hadsereg ténykedését és belső problémáit, észrevételeit pedig későbbi irodalmi műveiben fel is használta.
A háború után riporterként kezdett dolgozni, a Carlisle Journal sporttudósítója volt. Újságíróként került Kanadába, ám egy idő után visszatért Skóciába. A Glasgow Herald helyettes szerkesztője, 1966-ban főszerkesztője lett. A szakma változásaival azonban nem tudott lépést tartani, ráadásul ezek a változások sem mindig voltak összeegyeztethetők a hivatásáról kialakított felfogásával. Előbb visszatért a helyettes szerkesztői pozícióba, majd úgy döntött, felhagy az újságírással, és megpróbálkozik a regényírással.

## Flashman
Thomas Hughes egyik művének ihletésére indította el híres sorozatát, a Flashman-történeteket. Ezek főhőse Flashman, a nagyszájú, de valójában gyáva katona, aki inkább az érzéki kalandokat keresi. Mondhatni, ő a brit Háry János. A Flashman-könyvek álmemoár stílusban íródtak, mintha Flashman maga emlékezne vissza a 19. századi brit hadseregben szerzett élményeire. A széria 1969-ben indult, de még 2005-ben is jelent meg belőle folytatás. Fraser két önálló műve, a Black Ajax és a Mr. American ugyancsak kapcsolódik a Flashman-sztorikhoz. Mindkettő kulcsszereplője Tom Molineaux, a XIX. századi színes bőrű profi bokszoló. Az egyik műben Flashman apja, a másikban ő maga tűnik fel mint mellékszereplő. A Flashman-sorozat mellett Fraser saját katonaélményeit is humoros formában írta meg: Quartered Safe Out Here; The General Danced at Dawn. A McAuslan in the Rough (1974) és a The Sheikh and the Dustbin (1986) című munkáit ugyancsak a brit hadseregben eltöltött időszak élményei ihlették, ezekben a műveiben azonban éppúgy fiktív személyek körül bonyolódnak az események, mint a Flashman-történetekben. A XIII. és a XVI. század között az angol–skót határvidék mentén fosztogató haramiákról írta a The Steel Bonnets és a The Candlemass Road című munkáit. Több könyve foglalkozott a filmvilággal.

## Forgatókönyvek
Fraser első filmes megbízatása Id. Alexandre Dumas A három testőr című terjedelmes regényének adaptálása volt Richard Lester számára, 1973-ban. Nagyszerűen tömörítette a szerteágazó cselekményt: lerövidítette vagy kihagyta a kevésbé fontos epizódokat, és kihagyta a másodlagos jelentőségű szereplőket (például Wardes gróf, Winter lord, Chevreuse hercegné stb.) is. Viszont beleszőtte a történetbe csipkelődő, ironikus humorát, amely tökéletesen harmonizált Lester szellemes stílusával. Fraser kiváló munkáját díjjal ismerték el. A produkció végül két külön filmként került a mozikba: A három testőr, avagy a királyné gyémántjai; A négy testőr, avagy a Milady bosszúja. A sikeres együttműködésnek köszönhetően Fraser és Lester 1975-ben ismét közös filmet készített: a Királyi játszma az író egyik Flashman-sztorija, a Royal Flash alapján készült. (Ez a könyvsorozat második darabja). A sziporkázóan mulatságos filmben Flashmant Malcolm McDowell formálta meg, nagyszerűen. (Lester eredetileg őt szerette volna d’Artagnan szerepére szerződtetni a Dumas-filmekhez, a producerek azonban ragaszkodtak Michael Yorkhoz.) Mark Twain Koldus és királyfi című klasszikus ifjúsági regényéből Fraser Richard Fleischer 1977-es alkotása számára írt forgatókönyvet. A szórakoztató kalandfilm magyar vonatkozású érdekessége, hogy javarészt hazánkban forgatták olyan ismert sztárok közreműködésével, mint Oliver Reed, Raquel Welch, Charlton Heston, Rex Harrison, George C. Scott, Ernest Borgnine és David Hemmings.
A Koldus és királyfi után Fraser csak 1983-ban vállalt újabb filmes munkát. Ő írta a soron következő, hivatalos Bond-film, a Polipka forgatókönyvét. (Ezzel párhuzamosan készült egy nem hivatalos Bond-produkció is, a Sohase mondd, hogy soha.) Biztos kézzel variálta a Bond-történetek bevált és elvárt sablonjait: egzotikus helyszínek, izgalmas fordulatok, politikai és bűnügyi ármánykodás, szép hölgyek serege, nemcsak mennyiségileg, hanem szó szerint is. A szinte már barokkosan túlburjánzó sztoriból készült film egyesek szerint a széria egyik legjobb darabja, mások viszont a gyengébbek közé sorolják. A Vörös Szonja (1985) egy Magyarországon kevésbé ismert képregény adaptálása volt: a rendezést ismét Richard Fleischer vállalta. A Brigitte Nielsen és Arnold Schwarzenegger főszereplésével készült fantasy nem lett igazán sikeres, bár a gyerekeknek tetszett. Inkább a felnőtteknek készült a legendás nőcsábász, Giacomo Casanova pikáns ügyeit felidéző tévéfilm, a Casanova. Fraser megint elegánsan és szellemesen bonyolította a cselekményt, de a produkció népszerűségéhez természetesen a kiváló szereplőgárda is hozzájárult: Richard Chamberlain, Faye Dunaway, Ornella Muti, Sylvia Kristel, Hanna Schygulla, Frank Finlay és Jean-Pierre Cassel játszották a fontosabb szerepeket.
Utolsó filmes munkája visszatérés volt a kezdetekhez: ismét Lester számára adaptált egy Dumas-művet, A három testőr folytatását, a Húsz év múlva című regényt. Ezzel már nem boldogult annyira jól, hiszen itt egyetlen filmbe kellett sűrítenie egy ugyanolyan terjedelmű könyvet, mint amilyet annak idején két filmre osztottak el. Jó ötlet volt például, hogy a Miladynek a folytatásban lánya van, és nem fia, ám az Athos fiával kibontakozó románcban rejlő lehetőségeket sajnos nem aknázták ki. Elnagyolt lett az angliai epizód is. (Elképzelhető, hogy azért, mert Dumas még a kivégzett I. Károly pártján állt.) Teljesen feleslegesen került bele viszont a történetbe Cyrano, akinek a jelenete nagyon kilóg a műből, és annyira azért nem szellemes epizód. A film forgatását beárnyékolta az egyik szereplő, Roy Kinnear tragikus halála. Alighanem ez is szerepet játszott abban, hogy A testőrök visszatérnek után se Lester, se Fraser nem csinált újabb filmet. The Pyrates címmel Fraser írt egy olyan forgatókönyvet, amelyből végül sosem lett mozgókép, bár könyv formájában megjelent.
Fraser 2008. január 2-án rákban elhunyt.

## Munkássága
[A neten található források olykor egymástól eltérő megjelenési dátumokat adnak meg az egyes könyveknek.]

### A Flashman-regények
- 1969 Flashman
- 1970 Royal Flash
- 1971 Flash for Freedom!
- 1973 Flashman at the Charge
- 1975 Flashman in the Great Game
- 1977 Flashman's Lady
- 1982 Flashman and the Redskins
- 1986 Flashman and the Dragon
- 1991 Flashman and the Mountain of Light
- 1996 Flashman and the Angel of the Lord
- 1999 Flashman and the Tiger
- 2005 Flashman on the March

### Egyéb könyvek
- 1970 The General Danced at Dawn (novellagyűjtemény)
- 1971 Steel Bonnets: The Story of the Anglo-Scottish Border Reivers (történelem)
- 1974 McAuslan in the Rough (regény)
- 1980 Mr. American (regény)
- 1983 The Pyrates (regény)
- 1988 The Hollywood History of the World (filmtörténet)
- 1986 The Sheikh and the Dustbin (novellagyűjtemény)
- 1993 The Candlemass Road (regény)
- 1997 Black Ajax (regény)
- 2000 Quartered Safe Out Here (memoár)
- 2000 The Complete McAuslan (novellagyűjtemény)
- 2003 The Light's on at Signpost (esszék)

### Filmjei
- 1973 A három testőr, avagy a királyné gyémántjai (The Three Musketeers – The Queen’s Diamonds)
- 1974 A négy testőr, avagy a Milady bosszúja (The Four Musketeers – The Revenge of Milady)
- 1975 Királyi játszma (Royal Flash)
- 1977 Koldus és királyfi (Crossed Swords)
- 1983 Polipka (Octopussy)
- 1985 Vörös Szonja (Red Sonja)
- 1987 Casanova (tévéfilm)
- 1989 A testőrök visszatérnek (The Return of the Musketeers)

## Magyarul
- Flashman. 1839-42; ford. Farkas Ákos; Konkrét Könyvek, Bp., 2007 (A Flashman iratok)

## Díjak és jelölések

### Brit forgatókönyvírók szövetségének díja
- 1975 díj A három testőr, avagy a királyné gyémántjai, legjobb forgatókönyv (brit vígjáték kategória)